# Сандакшатра
Сандакшатра (в других вариантах — Шандакурру, Сандакшатру, Сандакуру, Сандакурру, Шандакшатра, аккад. Sa-an-dak-KUR-ru) — киммерийский царь конца VII века до н. э. Согласно надписям Ашшурбанипала, Сандакшатра занял титул киммерийского царя после поражения и смерти Тугдамме и указан как царь саков, там же указано его родство с Тугдамме. Некоторые историки идентифицируют его с Киаксаром.
Сандакурру, сына, его [Тугдамме] порождение, которого поставили ему в преемники, я низвергну
Примечательно, что у каждого из трёх известных киммерийцев — Тугдамме, Теушпа и собственно Сандакшатры — имена имеют различное происхождение. У Сандакшатры имя явно имеет индоиранские корни. По мнению И. М. Дьяконова, имя Сандаксатру идентично иранскому Артаксеркс и интерпретируется как «власть бога Сандона» (лувийское божество). Это подтверждается индоиранской принадлежностью киммерийцев (языки группы сатем).